# Дай Сянлун
Дай Сянлун (род. в окт. 1944, г. Ичжэн, округ Янчжоу, пров. Цзянсу), директор Народного банка Китая (1995—2002), мэр Тяньцзиня (2002—2007), глава Китайского фонда социального обеспечения (2008—2013), член ЦК КПК (1997—2007, кандидат с 1992 года).
Член КПК с мая 1973 года, член ЦК КПК 15, 16, 17 созывов (кандидат 14 созыва).

## Биография
По национальности ханец.
Окончил факультет бухучёта Центрального финансово-экономического института в Пекине (1967, бакалавр).
В 1968—1978 годах работал на Гуйшаньской угольной шахте в пров. Юньнань.
В 1979-85 годах замдиректора Цзянсуского провинциального подразделения Сельскохозяйственного банка Китая.
В 1985-89 годах заместитель управляющего Сельскохозяйственного банка Китая.
В 1989—1993 гг. зампред — генеральный менеджер и парторг Китайского банка связи, одновременно президент en:China Pacific Insurance Co., Ltd.
С 1993 года замдиректора, в 1995—2002 гг. директор Народного банка Китая. С 1997 года также председатель (первый) Комитета банка по монетарной политике.
В 2002—2007 гг. мэр Тяньцзиня и замглавы горкома КПК.
В 2008—2013 годах председатель правления и парторг Китайского фонда социального обеспечения.